# N589 (België)
De N589 is een gewestweg in België en loopt van Boussu-lez-Walcourt (Froidchapelle) naar Cul-des-Sarts (Couvin). De lengte van de weg bedraagt ongeveer 41 kilometer.

## Traject
De N589 begint bij de aansluiting met de N40 in Boussu-lez-Walcourt en loopt in zuidelijke richting naar het stuwmeer Plate Taille. Daar gaat de weg over de stuwdam in de richting van Cerfontaine alwaar de N589 voor een beperkte afstand wordt onderbroken. De N589 gaat ten zuiden van Cerfontaine verder via de gemeente Chimay, waar de N589 in Baileux wederom wordt onderbroken. De weg gaat verder in de richting van de gemeente Couvin, om uiteindelijke te eindigen bij de Franse grens.

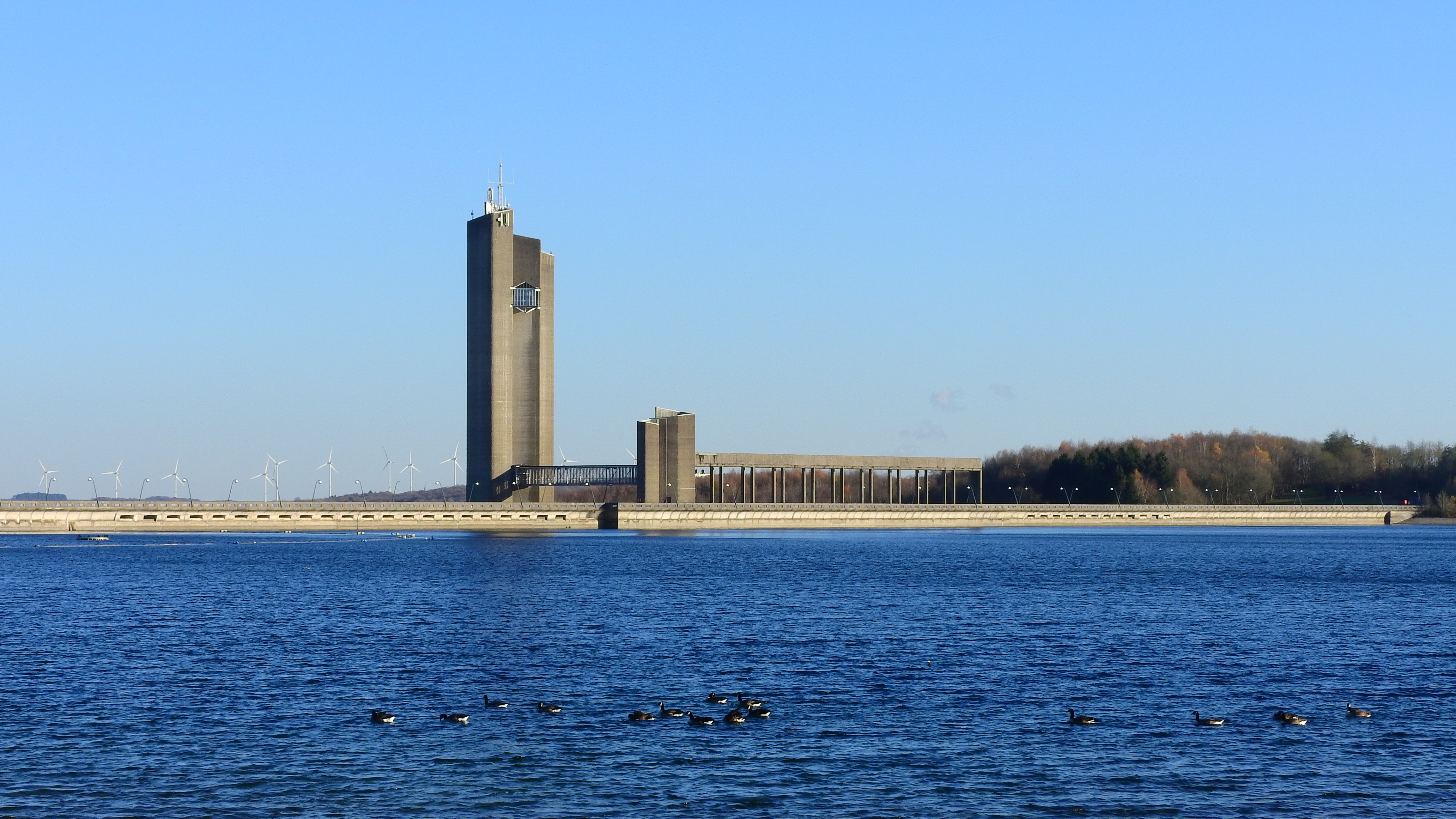
Stuwdam La Plate Taille

## N589a
De N589a is een 11,1 kilometer lange weg om het La Plate Taille meer heen. Zowel bij het begin als op het einde van de weg wordt er aangesloten op de N589.